# Romitorio di Santa Petronilla
Il romitorio di Santa Petronilla era un complesso monastico situato nel comune di Castiglione della Pescaia. La sua ubicazione era all'interno dei boschi a nord-ovest di Pian di Rocca.
Il complesso sorse in epoca rinascimentale, più precisamente a partire dalla seconda metà del Quattrocento, periodo in cui fu edificata una piccola chiesa ad aula unica e a pianta rettangolare, con pronao che precedeva la facciata anteriore con apertura ad arco tondo. La costruzione del luogo di culto primordiale avvenne lungo un piccolo corso d'acqua, dalle cui acque la tradizione vuole che santa Petronilla fosse stata guarita dalla lebbra (evento poi ricordato nel corso dei secoli ogni 31 maggio nella festa della santa).
La piccola chiesa, che ricordava il suddetto evento miracoloso, diveniva nel corso del tempo una meta sempre più frequentata dai pellegrini e da fedeli che vi si recavano a pregare per i malati; non più sufficiente per svolgere le proprie funzioni, venne ampliata a partire dal Cinquecento, epoca in cui fu iniziata anche la costruzione di fabbricati attigui, che divennero sede degli ambienti monastici. La costruzione del romitorio richiese l'interramento del corso d'acqua che scorreva presso la chiesetta.
Il complesso, ultimato nel tardo Cinquecento, presentava nell'insieme una planimetria a C, con la chiesa situata in una delle due posizioni angolari. Il luogo di culto e la struttura monastica continuarono a svolgere le funzioni anche per tutto il Seicento e per gran parte del Settecento, epoca in cui era necessario perfino un presidio per motivi di ordine pubblico durante la festa del 31 maggio, a causa del massiccio numero di persone che vi si recavano.
Tuttavia, per cause ancora incerte, nella seconda metà del Settecento il complesso religioso venne progressivamente abbandonato, tanto che nel 1782 venne decisa la sua definitiva soppressione dal vescovo della diocesi di Grosseto da cui dipendeva. Dopo la sua chiusura, gran parte dei materiali edilizi in pietra furono prelevati per effettuare i lavori di ristrutturazione ed ampliamento della chiesa di Santa Maria del Giglio lungo le mura di Castiglione della Pescaia.
Del romitorio di Santa Petronilla sono individuabili alcuni resti murari in pietra, dai quali è ancora possibile individuare la planimetria a C del complesso cinquecentesco; tra essi è possibile identificare anche il basamento dell'antica abitazione del romito che risultava addossata all'area absidale della chiesa.